# Hirschmannia spinicaudata
Hirschmannia spinicaudata är en rundmaskart. Hirschmannia spinicaudata ingår i släktet Hirschmannia och familjen Hoplolaimidae. Inga underarter finns listade i Catalogue of Life.